# Jairo do Nascimento
Jairo, születési nevén Jairo do Nascimento (Joinville, 1946. október 23. – Curitiba, 2019. február 6.) válogatott brazil labdarúgó, kapus.

## Pályafutása

### Klubcsapatban
1966 és 1968 között a Caxias, 1969 és 1971 között a Fluminense labdarúgója volt. 1972 és 1976 között a Coritiba, 1977 és 1980 között a Corinthians csapatában védett. 1981–82-ben a Náutico Capibaribe játékosa volt, majd visszatért a Coritiba együttesébe. 1987–88-ban az América Mineiro, 1988–89-ben az Atlético Três Corações csapatában szerepelt.

### A válogatottban
1976-ban egy alkalommal szerepelt a brazil válogatottban.

## Sikerei, díjai
Fluminense
- Brazil bajnokság
  - bajnok: 1970

 Coritiba
- Brazil bajnokság
  - bajnok: 1985